# Municipio de Whitewater (Iowa)
El municipio de Whitewater (en inglés: Whitewater Township) es un municipio ubicado en el condado de Dubuque en el estado estadounidense de Iowa. En el año 2010 tenía una población de 1392 habitantes y una densidad poblacional de 15,11 personas por km².

## Geografía
El municipio de Whitewater se encuentra ubicado en las coordenadas 42°20′20″N 90°57′21″O / 42.33889, -90.95583. Según la Oficina del Censo de los Estados Unidos, el municipio tiene una superficie total de 92.11 km², de la cual 92.11 km² corresponden a tierra firme y (0%) 0 km² es agua.

## Demografía
Según el censo de 2010, había 1392 personas residiendo en el municipio de Whitewater. La densidad de población era de 15,11 hab./km². De los 1392 habitantes, el municipio de Whitewater estaba compuesto por el 96.41% blancos, el 0.07% eran afroamericanos, el 0.14% eran amerindios, el 0.22% eran asiáticos, el 0.36% eran isleños del Pacífico, el 2.51% eran de otras razas y el 0.29% pertenecían a dos o más razas. Del total de la población el 2.95% eran hispanos o latinos de cualquier raza.